# Jörg Schmall

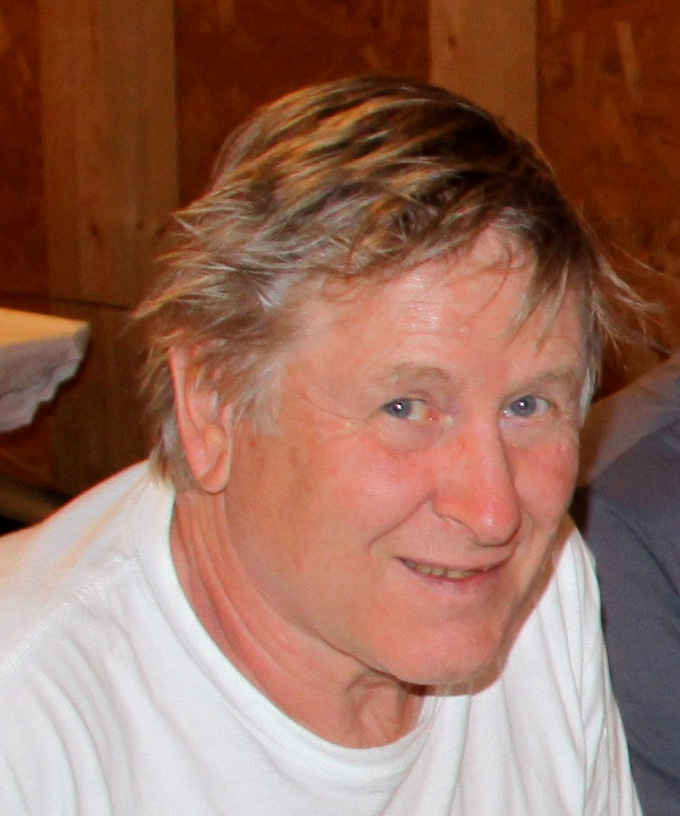
Jörg Schmall

Jörg Schmall, född den 27 januari 1943 i Stuttgart, är en västtysk seglare.
Han tog OS-brons i tornado i samband med de olympiska seglingstävlingarna 1976 i Montréal.